# جون باتريك (لاعب كرة سلة)
جون باتريك (29 فبراير 1968 - ) (بالإنجليزية: John Patrick)‏ هو كاتب سيناريو ولاعب كرة سلة أمريكي في مركز هجوم خلفي.

## وصلات خارجية
- جون باتريك على موقع كرة السلة الأوروبية.كوم (الإنجليزية)
- جون باتريك على موقع كلية كرة السلة في سبورتس رفرنس.كوم (الإنجليزية)